# Calyptotheca subimmersa
Calyptotheca subimmersa är en mossdjursart som först beskrevs av William MacGillivray 1879.  Calyptotheca subimmersa ingår i släktet Calyptotheca och familjen Parmulariidae.
Artens utbredningsområde är Röda havet. Inga underarter finns listade i Catalogue of Life.